# Grešlové Mýto (stacja kolejowa)
Grešlové Mýto – stacja kolejowa w Grešlové Mýto, w kraju południowomorawskim, w Czechach. Znajduje się na wysokości 380 m n.p.m.
Jest zarządzana przez Správę železnic. Na stacji nie ma możliwości zakupu biletów, a obsługa podróżnych odbywa się w pociągu.

## Linie kolejowe
- 241 Znojmo - Okříšky